# Maurício Souza
Maurício Luiz de Souza, född 29 september 1988 i Iturama, är en brasiliansk volleybollspelare. Souza blev olympisk guldmedaljör i volleyboll vid sommarspelen 2016 i Rio de Janeiro.